# Włodzimierz Kowalczyk
Włodzimierz Kowalczyk (ur. 27 lutego 1955 w Warszawie) – polski realizator dźwięku i producent muzyczny, znany z realizacji licznych płyt popowych i rockowych. Zrealizował łącznie ponad 300 płyt.
Ukończył Technikum Elektroniczne im. Kasprzaka w Warszawie. Pierwsze płyty realizował w duecie z Andrzejem Poniatowskim, byłym muzykiem zespołu Klan, później pracował samodzielnie. W latach 80. był etatowym pracownikiem Tonpressu, nagłaśniał także festiwale w Sopocie. Do 2015 pracował w studiu nagraniowym Winicjusza Chrósta. Od 2000 pracował z Teatrem Muzycznym Roma jako reżyser dźwięku, współpracował też z Teatrem Rozrywki w Chorzowie. 
Realizował m.in. następujące płyty: 
- Vox – VOX
- Aya RL (czerwona) – Aya RL
- Nowa Aleksandria - Siekiera
- Za ostatni grosz – Budka Suflera
- Posłuchaj to do ciebie – Kult
- Big Beat – Robert Chojnacki
- Śmigło – Perfect
- Kapitan Nemo – Kapitan Nemo